# Osage, Wyoming
Osage är en ort (census-designated place) i Weston County i östra delen av den amerikanska delstaten Wyoming, Orten är belägen omkring 25 kilometer nordväst om countyts huvudort Newcastle, Wyoming. Befolkningen uppgick till 208 personer vid 2010 års federala folkräkning.
Den federala landsvägen U.S. Route 16 och BNSF:s järnväg mellan Alliance, Nebraska och Gillette, Wyoming passerar genom orten.